# 第114飛行隊 (イスラエル空軍)
イスラエル空軍 第114飛行隊（114 Squadron） は、イスラエル航空宇宙軍でCH-53 "Yasur"大型輸送ヘリコプターを運用している飛行隊である。
別名としてナイトリーダーズ・スコードロン（The Night Leaders Squadron）とも呼ばれる。また、SA 321K "シュペルフルロン"を集中運用していた時期にはシュペルフルロン・スコードロン（The Super Frelon Squadron）とも呼ばれていた。

## 歴史

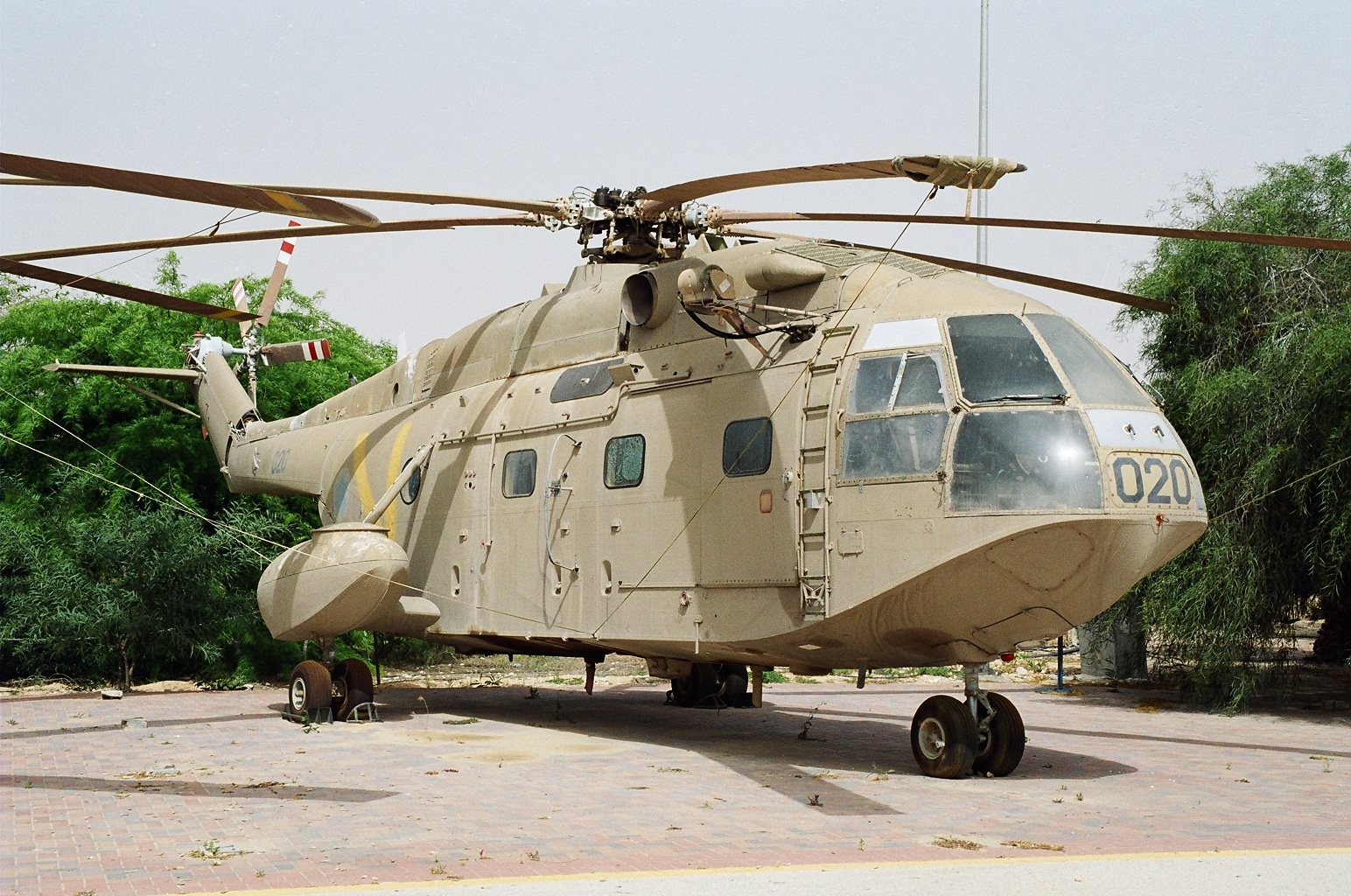
水上型シュペルフルロン"SA 321Ka"

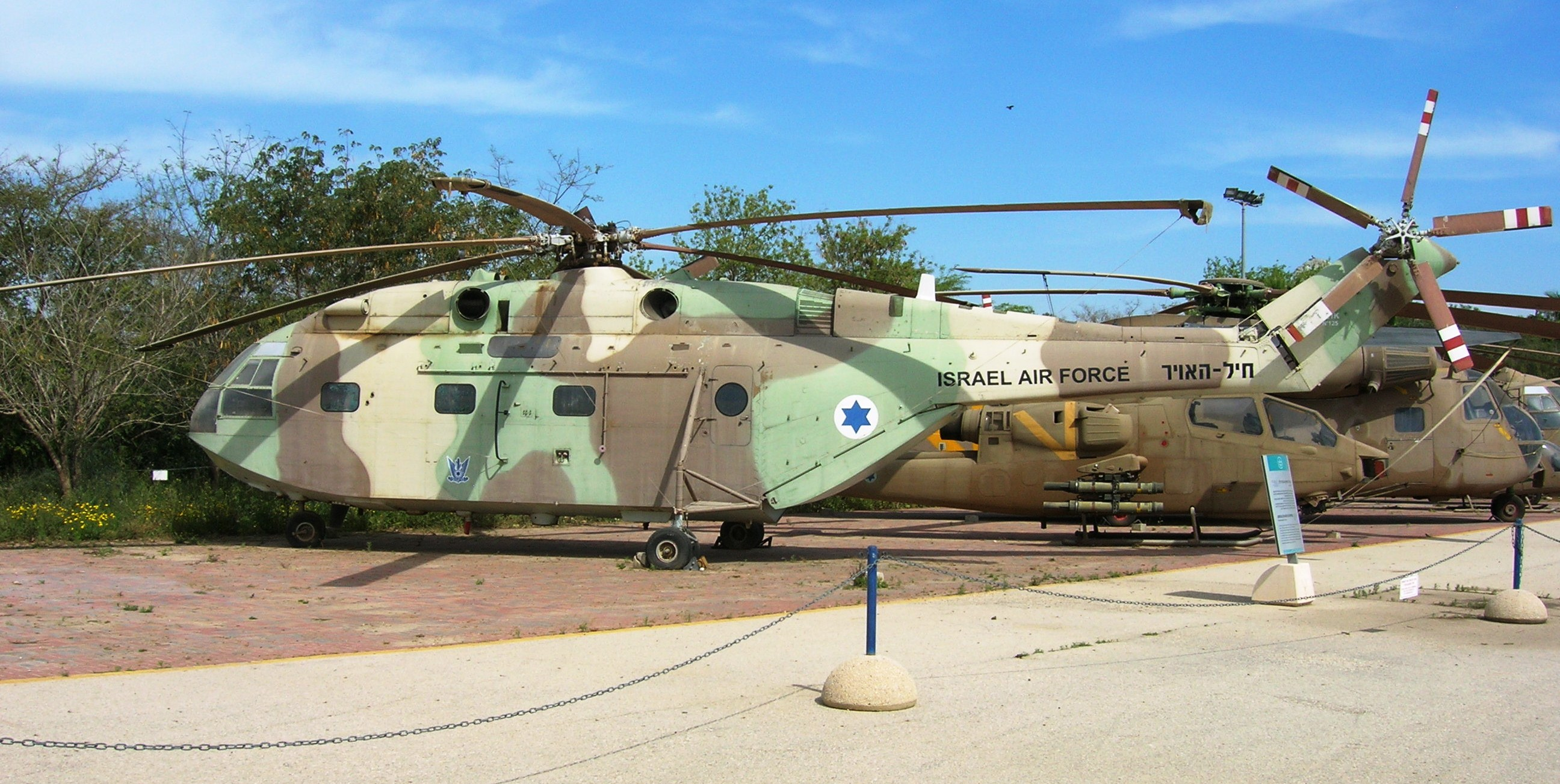
陸上型シュペルフルロン"SA 321Kb"

第114飛行隊は、第一次中東戦争終結後の1949年3月にクファル・シルキンの航空訓練基地で編成された。編成時の運用機は8ないし9機程度のアブロ アンソン、3機程度のエアスピード オックスフォード、そしてほぼ同型機であるエアスピード コンサルが11機程度であった。アンソンはイギリス空軍の放出品であり、オックスフォード/コンスルは国連部隊から購入したもので、これらの機種を用いて連絡/輸送や飛行訓練を行う部隊として創設された。第114飛行隊は1956年に一旦解隊された。
それから約10年後の1966年4月になり、第114飛行隊はフランスから導入したSA 321K シュペルフルロンを運用するヘリコプター部隊としてテルノフ空軍基地で再編された。最初に導入された5機は水上型の"SA 321Ka"と呼ばれるモデルで、主脚部に大型のスポンソンが取り付けられ、海上レスキュー用のウィンチが装備されていた。
1967年の第三次中東戦争の際には第114飛行隊のシュペルフルロンに空挺旅団の兵士が搭乗し、シャルム・エル・シェイクやゴラン高原への奇襲攻撃を行った。
この戦争の後、フランスはイスラエルへの武器輸出を縮小する方向となったが、残り7機のシュペルフルロンの導入は予定通り行われた。これらは"SA 321Kb"と呼ばれる陸上輸送用モデルで、主脚部のスポンソンとレスキュー用のウィンチが装備されていないバージョンであった。
1968年になると、後に消耗戦争と呼ばれるエジプトとの小規模な衝突が繰り返し発生するようになり、第114飛行隊のシュペルフルロンも度々作戦投入されている。10月31日には2機のシュペルフルロンに搭乗した空挺旅団の隊員がエジプト領内に侵入し、ナイル川沿岸の発電所とダムを破壊した。
同年12月28日には4機のシュペルフルロンに搭乗したサイェレット・マトカル隊員がレバノンの首都ベイルートにあるベイルート国際空港を襲撃し、地上に駐機していた12機-14機のアラブ系航空会社の旅客機を無人の状態で破壊した。この襲撃は、2日前の12月26日に発生した、エル・アル航空253便がギリシャのアテネ国際空港で2名のPLOメンバーに襲撃され、イスラエル人乗客1名が死亡した事件の報復として行われた。
1969年には、イスラエル空軍はアメリカ・シコルスキー製の大型ヘリコプターCH-53の導入を開始し、これを運用する飛行隊として第118飛行隊を新たに編成した。しかしこの時点では第114飛行隊の運用機の更新は行われず、引き続きシュペルフルロンを運用した。
1969年12月26日から27日にかけて実施されたルースター53作戦においては、第114飛行隊のシュペルフルロンは第118飛行隊のCH-53と共に、スエズ運河沿岸に配備されていたソ連製の新型地上配備型防空レーダー"P-12"を鹵獲するため空挺旅団の隊員を載せてエジプト領内に侵入した。
1973年の第四次中東戦争では、第114飛行隊のシュペルフルロンは主に負傷者の搬送に使用された。第四次中東戦争の後、アメリカからの緊急軍事援助の一環として、アメリカ海兵隊で使用されていたCH-53Aが追加供与され、これらは第114飛行隊に追加配備されたことから、第114飛行隊はイスラエル空軍で2番目のCH-53運用部隊となった。これらのCH-53は導入後、第118飛行隊の運用機と同じ、"S-65C-3" (アメリカ空軍のHH-53C相当) と呼ばれる状態に改修された。
1974年から75年頃にかけて、第114飛行隊のシュペルフルロンのエンジンをゼネラルエレクトリック製T58ターボシャフトエンジンに換装する改修が行われた。
1977年5月10日には、第114飛行隊のCH-53が訓練中にヨルダン渓谷で墜落し、搭乗していた54名全員が死亡する事故が発生した。これはメーカー仕様に比べると明らかに定員オーバーの状態であった
ため、この事故以降、イスラエル空軍はCH-53への搭乗人数を33名+クルー4名に限定する事を決めた。
1982年のガリラヤの平和作戦では、シュペルフルロン・CH-53の両機種を空挺輸送・救出・負傷者搬送などに投入した。
第114飛行隊のシュペルフルロンは1991年に退役した。また、90年代にはCH-53の近代化改修プログラム"Yasur 2000"が進められ、1993年から引渡しが開始されている。
イスラエル空軍はこの後、CH-53の後継としてV-22 オスプレイの導入等を検討していたがこちらが順調に進まなかった事もあり、2007年ごろより "Yasur 2000" の更なる寿命延長プログラムとして "Yasur 2025" が実施されている。